# Csárdás
La csárdás (/ˈtʃaːɾdaːʃ/, parfois orthographié czardas hors de Hongrie) est une danse hongroise, à deux ou quatre temps. C'est une danse de couple qu'on retrouve dans toutes les régions où vivent des Hongrois : Hongrie, Slovaquie, Ukraine, Roumanie, Vojvodine, Croatie, Slovénie, Autriche. Son nom renvoie au mot « csárda », qui signifie « auberge » en hongrois.
Le pas de base de la csárdás est apparenté aux anciens branles : il est formé de pas latéraux à gauche et à droite, où le couple se déplace soit ensemble (en miroir), soit du même pied sur un petit cercle. En général, deux pas à droite suivis de deux pas à gauche constituent une unité, mais il existe de nombreuses variantes moins répandues, comme le pas « des vieux » (öreges : en avant et en arrière, avec ou sans inflexion diagonale), ou le pas syncopé (un pas à droite suivi d'un pas à gauche = une unité) de la csárdás rapide de Kalotaszeg, localement connu sous le nom de szapora. La musique se compose souvent de deux mouvements : le premier est lent (lassu), le deuxième rapide (friss).
Pour plus d'élégance, le pas est souvent accompagné dans sa première moitié d'un balancement du corps dans la direction opposée à celle du pas.
En général, les pas de csárdás sont placés sur le temps fort et coïncident avec la structure de la ligne de basse, généralement donnée par la contrebasse dans les orchestres à cordes du bassin des Carpates.
Parmi les figures, on trouve les déplacements circulaires (tours de couple), les tours de la fille, les ouvertures du couple (contact limité à un seul bras, en alternance) et les séparations, génériquement nommées dobás, parmi lesquelles on peut citer les variantes suivantes :
- hátradobás : aidée par l'élan que lui donne le danseur, généralement du bras droit, la danseuse fait en deux pirouettes le tour du danseur, qui accompagne le mouvement de la danseuse par un déplacement latéral-diagonal ;
- eldobás : là aussi le plus souvent aidée par l'élan que lui donne le danseur, la danseuse poursuit seule le pas de csárdás, en général sous la forme d'un pas d'attente, tandis que le garçon exécute en général des motifs en solo, dont des frappés de jambe et de botte (nommés génériquement csapásolás, un frappé se nommant individuellement csapás).

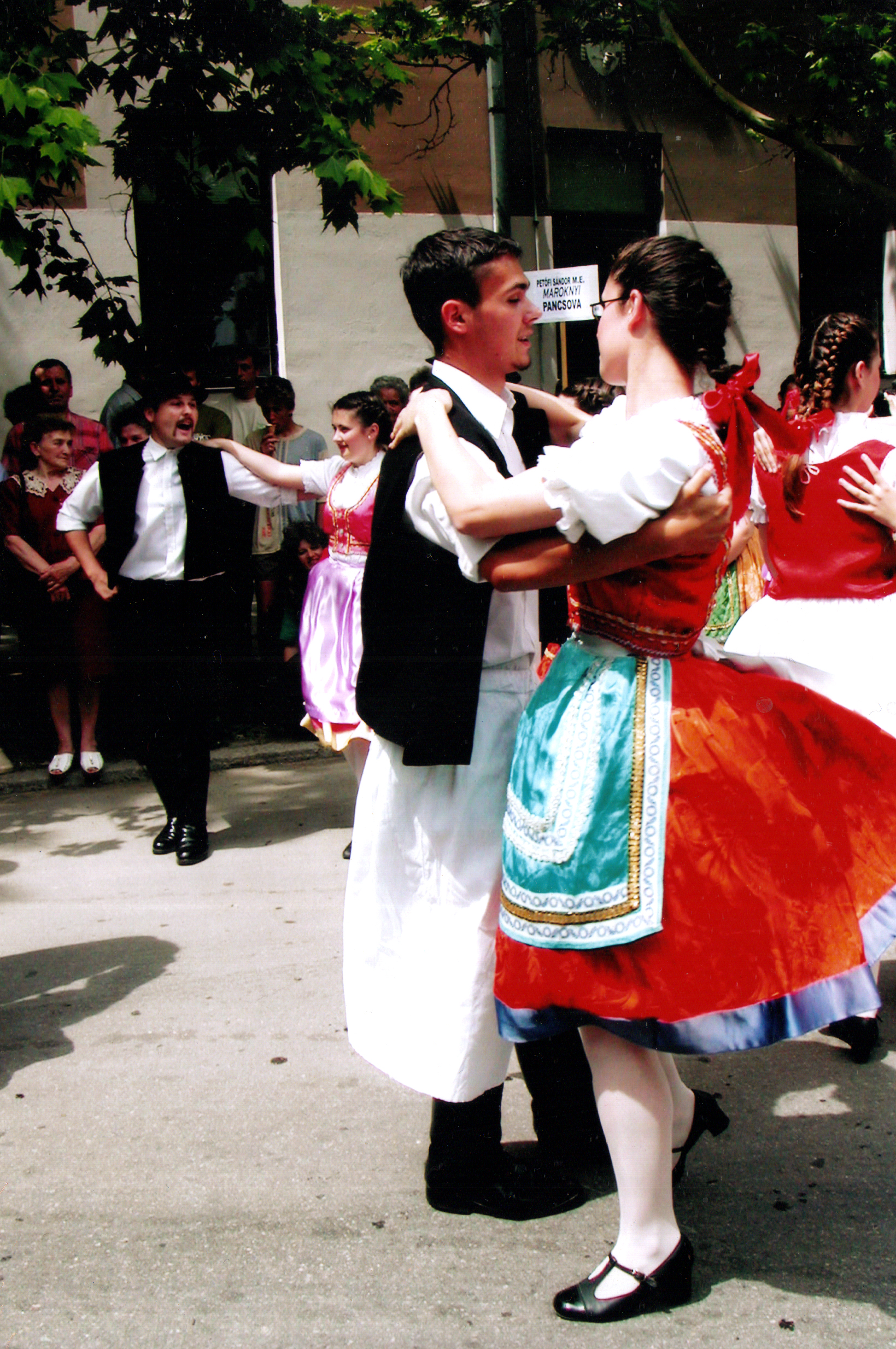
Csárdás.
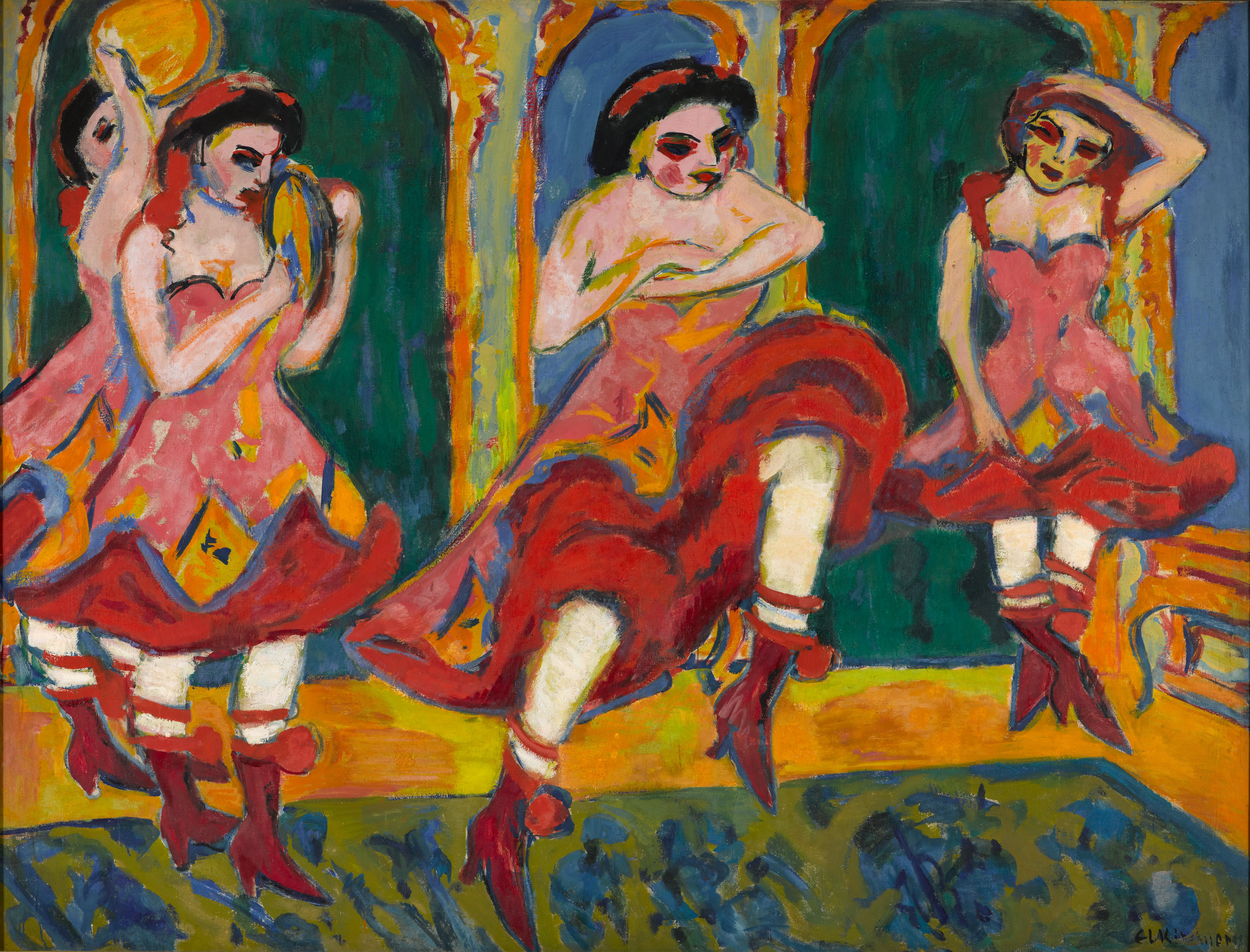
Danseuses Czardas, par Ernst Ludwig Kirchner, vers 1905, 1908, 1920, au Musée d'Art de La Haye.

L'influence des csárdás se retrouve jusqu'en danse classique, où de nombreux chorégraphes du XIXe siècle (à l'instar de Marius Petipa, pour ne citer que le plus illustre) ont intégré à leurs ballets des passages dits « folkloriques », de danse de caractère ; on retrouve ainsi des csárdás dans Le Lac des cygnes. Liszt en écrit dans ses Rhapsodies hongroises. Arthur Saint-Léon en introduit une dans le premier acte du ballet Coppélia.
La danse traditionnelle csárdás est inscrite sur la liste représentative du patrimoine culturel immatériel de l'humanité par l'UNESCO en 2024.